# John Austin (jurista)
John Austin (3 de marzo de 1790, Suffolk-1 de diciembre de 1859, Weybridge, Surrey) fue un jurista inglés que influyó póstumamente en el derecho británico y estadounidense con su enfoque analítico de la jurisprudencia y una teoría del positivismo jurídico. Austin se opuso a las teorías tradicionales del "derecho natural", porque consideraba que no existe una conexión necesaria entre el derecho y la moral. Sostenía que los sistema jurídicos son susceptibles de conocimiento empírico, con independencia de cualquier juicio de valor. 

## Biografía
Austin nació el 3 de marzo de 1790 en Creeting St Mary, en el actual distrito de Mid Suffolk; era el mayor de los hijos de un molinero de buen pasar.
Tras cinco años en el ejército durante las Guerras Napoleónicas, Austin se dedicó al derecho y ejerció la profesión durante siete ante el Tribunal de la Cancillería. 
En 1819, contrajo matrimonio con Sarah Taylor y por la misma época frecuentó y trabó amistad con Jeremy Bentham, James Mill y John Stuart Mill. 
Gracias principalmente a la influencia de Bentham, Austin fue nombrado profesor de Jurisprudencia en el recién fundado University College London en julio de 1827. Sin embargo, sus clases no contaban con una gran asistencia y renunció a su puesto universitario en 1834. 
A partir de entonces, salvo dos periodos en comisiones gubernamentales, Austin vivió principalmente de los ingresos de su esposa, Sarah Austin, como escritora y traductora.
Aquejado por la mala salud, la depresión y la inseguridad, Austin escribió poco tras la publicación de su obra principal, The Province of Jurisprudence Determined (1832). Esta obra fue prácticamente ignorada en vida de Austin, pero adquirió influencia tras su muerte, cuando su viuda publicó una segunda edición en 1861. Un segundo libro, Lectures on Jurisprudence (Conferencias sobre Jurisprudencia), fue compilado por ella a partir de las notas de Austin y publicado en 1863.
En 1833 fue nombrado miembro de la Comisión Real de Derecho Penal de 1833, encargada de consolidar los estatutos de derecho penal existentes en un Código Penal Inglés. Allí entró en conflicto con Charles Henry Bellenden Ker producto de visiones distintas sobre la tarea encomendada. El interés de Austin por la codificación estuvo fuertemente influenciado por su mentor, Bentham, mientras que el de Ker surgió de la preocupación por la calidad de los estatutos y la dificultad de redactar leyes. Austin consideraba que el trabajo le resultaba poco atractivo y que sus opiniones no contaban con buen apoyo, debido a lo cual en dimitió en 1836, tras firmar dos informes. Fue sustituido por el abogado David Jardine. 
John Austin falleció el 1 de diciembre de 1859 en Weybridge. Su única hija, Lucie, se convertiría posteriormente en Lady Duff-Gordon.

## La teoría iuspositivista de Austin
El objetivo de Austin era transformar el derecho en una verdadera ciencia (ciencia de la jurisprudencia). Para ello, creía necesario depurar el derecho positivo de toda noción moral y definir conceptos jurídicos claves en términos estrictamente empíricos. El derecho, según Austin, es un hecho social y refleja relaciones de poder y obediencia. Esta doble perspectiva, que (1) el derecho y la moral son independientes y (2) que todas las leyes humanas («positivas») se remontan a legisladores humanos, se conoce como positivismo jurídico. Basándose en gran medida en el pensamiento de Jeremy Bentham, Austin fue el primer pensador jurídico en elaborar una teoría positivista del derecho plenamente desarrollada.
Según Austin, las leyes son mandatos generales emitidos por un soberano a los miembros de una sociedad política independiente, respaldados por amenazas creíbles de castigo u otras consecuencias adversas («sanciones») en caso de incumplimiento. El soberano en cualquier sistema legal es la persona o grupo de personas habitualmente obedecidas por la mayor parte de la población, que no obedece habitualmente a nadie más. Una orden es un deseo declarado de que se haga algo, emitido por un superior y acompañado de amenazas en caso de incumplimiento. Tales órdenes dan lugar a deberes legales de obediencia. 
Cabe destacar que todos los conceptos clave en esta explicación (ley, soberano, orden, sanción, deber) se definen en términos de hechos sociales empíricamente verificables. Según Austin, ningún juicio moral es necesario para determinar qué es la ley, aunque la moral debe consultarse para determinar qué debería ser la ley. Austin, como utilitarista, creía que las leyes debían promover la mayor felicidad de la sociedad.
Su legado, ignorado en vida, influenció a jurisconsultos posteriores como Oliver Wendell Holmes, Jr. y Herbert L.A. Hart, quien realizó un minucioso análisis crítico del modelo de Austin en su famosa obra El concepto de Derecho, un siglo después de la segunda edición del trabajo de Austin.  